# Lista de singles número um na Billboard Hot 100 em 1977

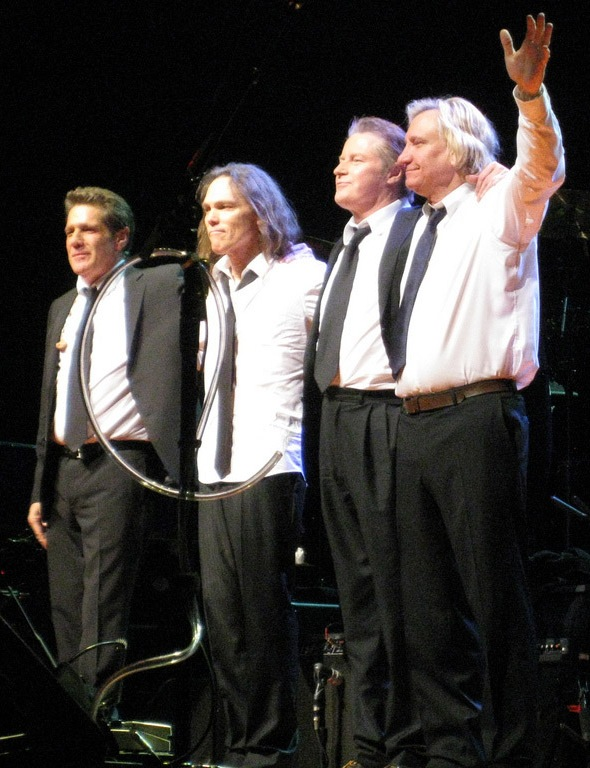
A banda Eagles conesguiu seus dois primeiros singles número um com "New Kid in Town" e "Hotel California".

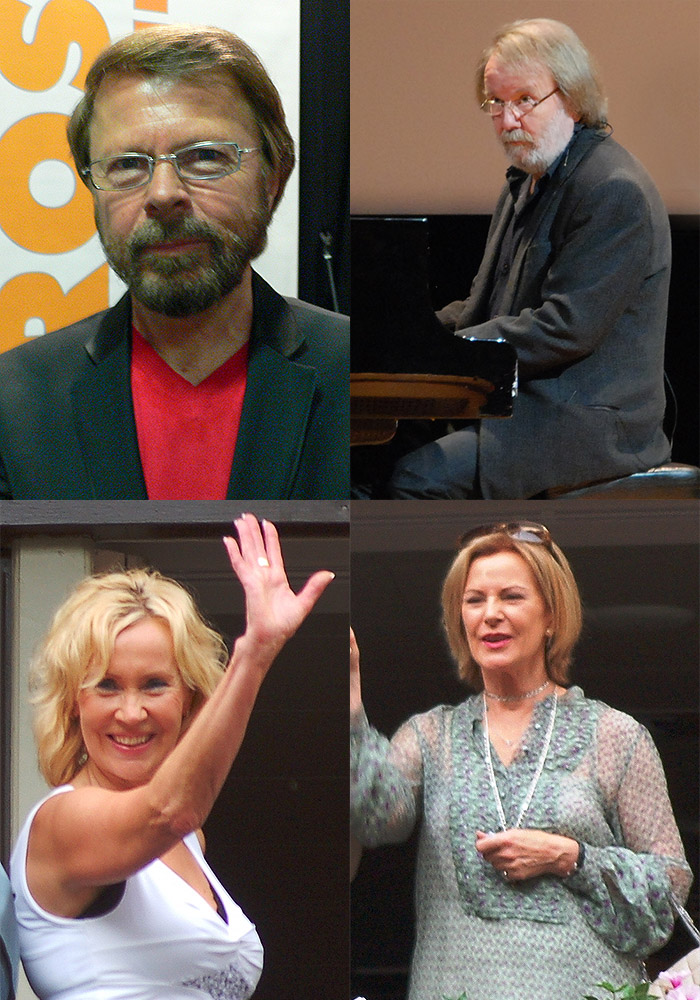
A banda ABBA conseguiu seu primeiro single número um na Hot 100 com "Dancing Queen".

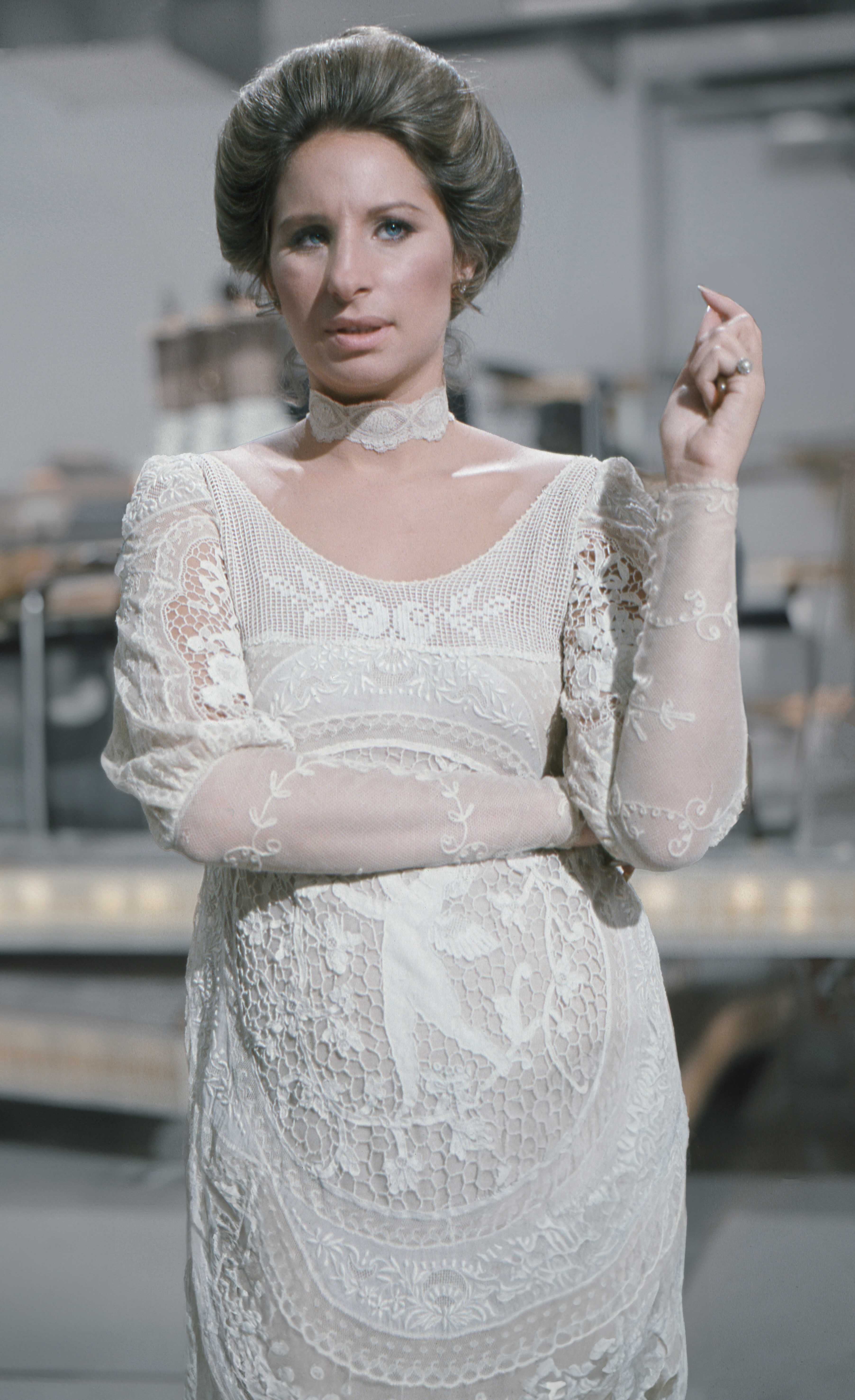
A cantora Barbara Streisand conseguiu um single número um com "Evergreen", tema do filme A Star is Born (Nasce uma Estrela).

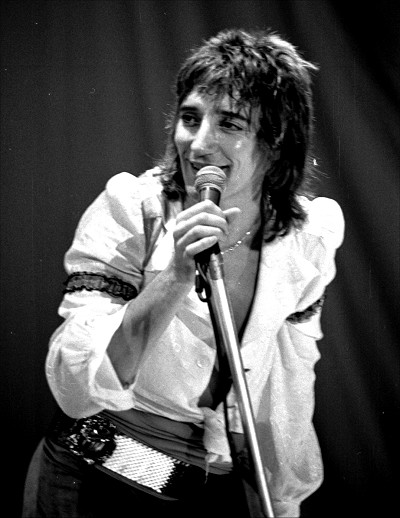
O cantor Rod Stewart conseguiu um single número um com "Tonight's the Night (Gonna Be Alright)".

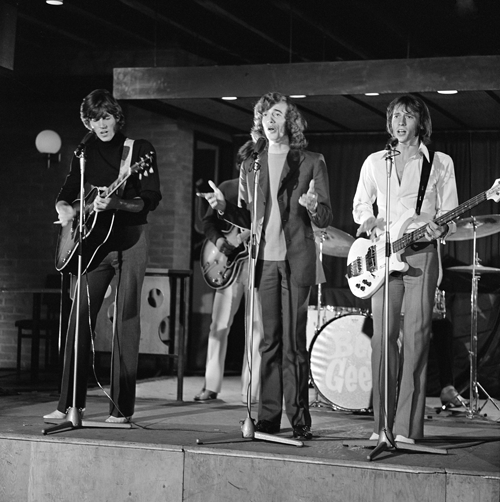
O single "How Deep Is Your Love" dos Bee Gees foi o último número um do ano de 1977.

Esta é a lista dos singles número um na Billboard Hot 100 em 1977. A tabela musical classifica o desempenho de singles nos Estados Unidos. Publicada pela revista Billboard, os dados são recolhidos pela Nielsen SoundScan, baseado em cada venda semanal física e digital, e também popularidade da canção nas rádios. Neste ano, vinte e nove singles diferentes alcançaram a primeira posição nas cinquenta e três edições da revista. No entanto, a canção "Tonight's the Night (Gonna Be Alright)", do cantor e compositor britânico Rod Stewart, começou a sua corrida no anterior e, portanto, foi excluída.
O ano começou com a canção "You Don't Have to Be a Star (To Be in My Show)" de Marilyn McCoo e Billy Davis, Jr. em 8 de janeiro, e terminou com "How Deep Is Your Love" da banda Bee Gees. O longest-running da vez foi a canção "You Light Up My Life" de Debby Boone, sendo que passou dez semanas no topo. Dezanove singles permaneceram por apenas uma semana na primeira posição.
O cantor Leo Sayer conseguiu seus dois primeiros singles número um na Hot 100 com "You Make Me Feel Like Dancing" e "When I Need You". A dupla Marilyn McCoo e Billy Davis, Jr. conseguiu seu primeiro single número um com "You Don't Have to Be a Star (To Be in My Show)". Já a banda Rose Royce conseguiu seu primeiro single número um com "Car Wash". Já os artistas Mary MacGregor,

## Histórico
| Data            | Canção                                           | Artista(s)                       | Ref    |
| --------------- | ------------------------------------------------ | -------------------------------- | ------ |
| 1º de janeiro   | "Tonight's the Night (Gonna Be Alright)"         | Rod Stewart                      | [ 5 ]  |
| 8 de janeiro    | "You Don't Have to Be a Star (To Be in My Show)" | Marilyn McCoo e Billy Davis, Jr. | [ 6 ]  |
| 15 de janeiro   | "You Make Me Feel Like Dancing"                  | Leo Sayer                        | [ 7 ]  |
| 22 de janeiro   | "I Wish"                                         | Stevie Wonder                    | [ 8 ]  |
| 29 de janeiro   | "Car Wash"                                       | Rose Royce                       | [ 9 ]  |
| 5 de fevereiro  | "Torn Between Two Lovers"                        | Mary MacGregor                   | [ 10 ] |
| 12 de fevereiro | "Torn Between Two Lovers"                        | Mary MacGregor                   | [ 11 ] |
| 19 de fevereiro | "Blinded by the Light"                           | Manfred Mann's Earth Band        | [ 12 ] |
| 26 de fevereiro | "New Kid in Town"                                | Eagles                           | [ 13 ] |
| 5 de março      | "Evergreen (Love Theme from A Star Is Born)"     | Barbra Streisand                 | [ 14 ] |
| 12 de março     | "Evergreen (Love Theme from A Star Is Born)"     | Barbra Streisand                 | [ 15 ] |
| 19 de março     | "Evergreen (Love Theme from A Star Is Born)"     | Barbra Streisand                 | [ 16 ] |
| 26 de março     | "Rich Girl"                                      | Daryl Hall e John Oates          | [ 17 ] |
| 2 de abril      | "Rich Girl"                                      | Daryl Hall e John Oates          | [ 18 ] |
| 9 de abril      | "Dancing Queen"                                  | ABBA                             | [ 19 ] |
| 16 de abril     | "Don't Give Up on Us"                            | David Soul                       | [ 20 ] |
| 23 de abril     | "Don't Leave Me This Way"                        | Thelma Houston                   | [ 21 ] |
| 30 de abril     | "Southern Nights"                                | Glen Campbell                    | [ 22 ] |
| 7 de maio       | "Hotel California"                               | Eagles                           | [ 23 ] |
| 14 de maio      | "When I Need You"                                | Leo Sayer                        | [ 24 ] |
| 21 de maio      | "Sir Duke"                                       | Stevie Wonder                    | [ 25 ] |
| 28 de maio      | "Sir Duke"                                       | Stevie Wonder                    | [ 26 ] |
| 4 de junho      | "Sir Duke"                                       | Stevie Wonder                    | [ 27 ] |
| 11 de junho     | "I'm Your Boogie Man"                            | KC and the Sunshine Band         | [ 28 ] |
| 18 de junho     | "Dreams"                                         | Fleetwood Mac                    | [ 29 ] |
| 25 de junho     | "Got to Give It Up (Parte 1)"                    | Marvin Gaye                      | [ 30 ] |
| 2 de julho      | "Gonna Fly Now"                                  | Bill Conti                       | [ 31 ] |
| 9 de julho      | "Undercover Angel"                               | Alan O'Day                       | [ 32 ] |
| 16 de julho     | "Da Doo Ron Ron"                                 | Shaun Cassidy                    | [ 33 ] |
| 23 de julho     | "Looks Like We Made It"                          | Barry Manilow                    | [ 34 ] |
| 30 de julho     | "I Just Want to Be Your Everything"              | Andy Gibb                        | [ 35 ] |
| 6 de agosto     | "I Just Want to Be Your Everything"              | Andy Gibb                        | [ 36 ] |
| 13 de agosto    | "I Just Want to Be Your Everything"              | Andy Gibb                        | [ 37 ] |
| 20 de agosto    | "Best of My Love"                                | The Emotions                     | [ 38 ] |
| 27 de agosto    | "Best of My Love"                                | The Emotions                     | [ 39 ] |
| 3 de setembro   | "Best of My Love"                                | The Emotions                     | [ 40 ] |
| 10 de setembro  | "Best of My Love"                                | The Emotions                     | [ 41 ] |
| 17 de setembro  | "I Just Want to Be Your Everything"              | Andy Gibb                        | [ 42 ] |
| 24 de setembro  | "Best of My Love"                                | The Emotions                     | [ 43 ] |
| 1º de outubro   | "Star Wars Theme/Cantina Band"                   | Meco                             | [ 44 ] |
| 8 de outubro    | "Star Wars Theme/Cantina Band"                   | Meco                             | [ 45 ] |
| 15 de outubro   | "You Light Up My Life"                           | Debby Boone                      | [ 46 ] |
| 22 de outubro   | "You Light Up My Life"                           | Debby Boone                      | [ 47 ] |
| 29 de outubro   | "You Light Up My Life"                           | Debby Boone                      | [ 48 ] |
| 5 de novembro   | "You Light Up My Life"                           | Debby Boone                      | [ 49 ] |
| 12 de novembro  | "You Light Up My Life"                           | Debby Boone                      | [ 50 ] |
| 19 de novembro  | "You Light Up My Life"                           | Debby Boone                      | [ 51 ] |
| 26 de novembro  | "You Light Up My Life"                           | Debby Boone                      | [ 52 ] |
| 3 de dezembro   | "You Light Up My Life"                           | Debby Boone                      | [ 53 ] |
| 10 de dezembro  | "You Light Up My Life"                           | Debby Boone                      | [ 54 ] |
| 17 de dezembro  | "You Light Up My Life"                           | Debby Boone                      | [ 55 ] |
| 24 de dezembro  | "How Deep Is Your Love"                          | Bee Gees                         | [ 56 ] |
| 31 de dezembro  | "How Deep Is Your Love"                          | Bee Gees                         | [ 57 ] |